# Alice, Texas
Alice là một thành phố thuộc quận Jim Wells, tiểu bang Texas, Hoa Kỳ. Năm 2010, dân số của xã này là 19104 người.

## Dân số
- Dân số năm 2000: 19010 người.
- Dân số năm 2010: 19104 người.